# Baumwollspinnerei und -weberei Pfeiffer & Schmidt

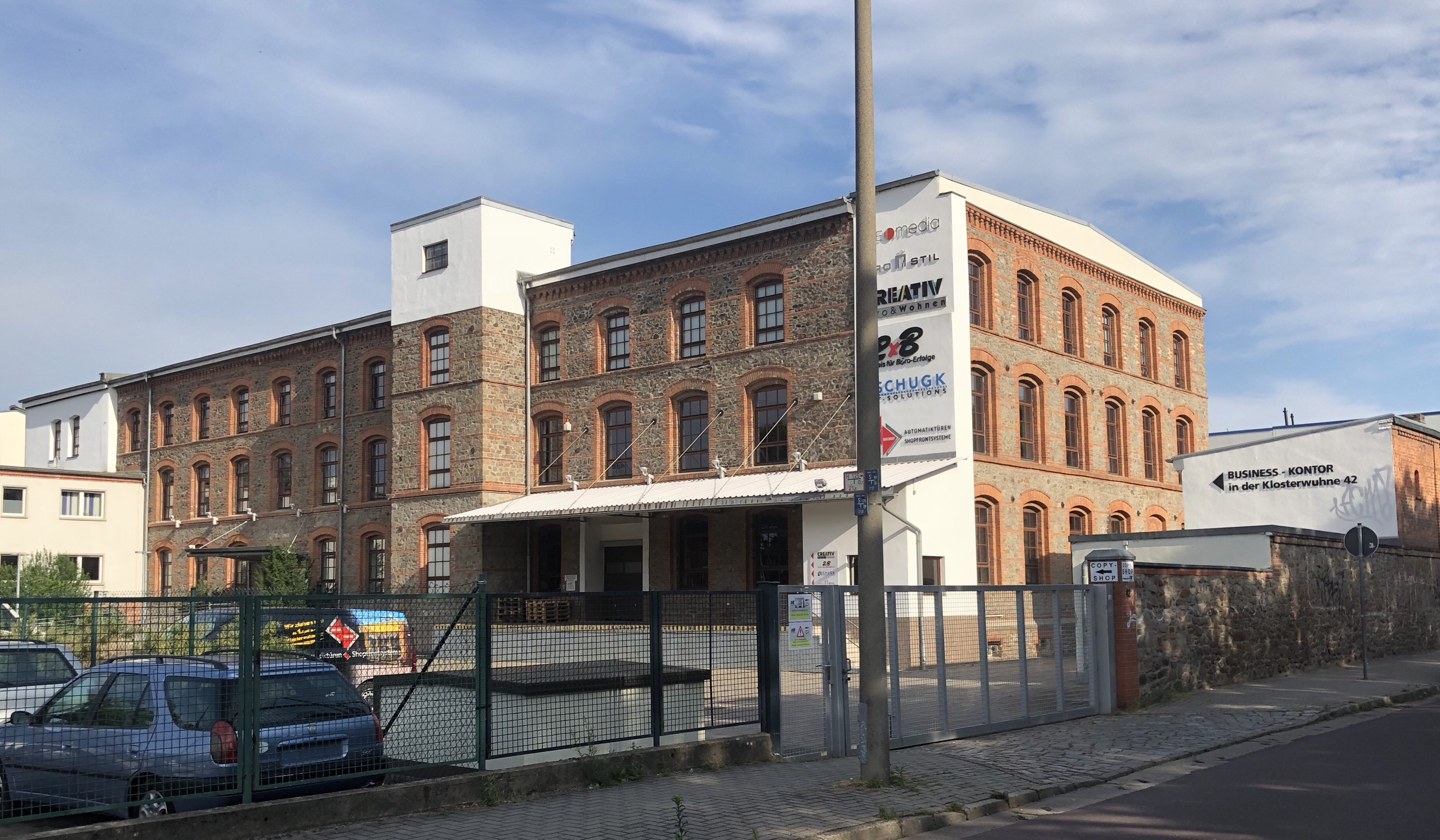
Ehemalige Baumwollspinnerei und -weberei Pfeiffer & Schmidt, 2019

Die Baumwollspinnerei und -weberei Pfeiffer & Schmidt war eine Spinnerei und Weberei in Magdeburg im heutigen Sachsen-Anhalt. Die erhaltenen Gebäude des Unternehmens stehen unter Denkmalschutz. 

## Lage
Der erhaltene Gebäudekomplex steht im nördlichen Teil des Magdeburger Stadtteils Neue Neustadt nördlich der Kastanienstraße auf den zusammenhängenden Grundstücken Kastanienstraße 6a, Klosterwuhne 42 und Zielitzer Straße 18.

## Architektur und Geschichte
Die Gründung des Unternehmens erfolgte im Jahr 1828. Aus dieser Zeit sind ein- bis dreigeschossige, aus Bruchstein-Mauerwerk errichtete Bauten erhalten, deren schlichte Gestaltung an frühe englische Industriebauten erinnert. Die später ergänzten Gebäude wurden von Maurermeister C. Flott gebaut. Das erhaltene langgezogene, dreigeschossige Kerngebäude der Weberei stammt aus dem Jahr 1896 und wurde von Wilhelm Warnstedt errichtet. Es wurde ebenfalls aus Bruchstein-Mauerwerk erstellt und enthielt die Spinnerei. Markant sind die Fensteröffnungen der Fassade mit Stichbogen-Abschluss. Im Gebäudeinneren finden sich Stützen aus Gusseisen. Zum Komplex gehört auch ein ehemaliges Niederlagegebäude.
Ein weiterer Baukomplex entstand in der Zeit um 1870. Er umfasst die ehemalige Bleicherei mitsamt dem Schornstein des Kesselhauses und der Färberei. Darüber hinaus sind zur Straße hin Werkstattgebäude angeordnet. Außerdem bestehen auch hier Niederlagegebäude. Die Bauten sind aus Ziegel- und Bruchstein-Mauerwerk errichtet.
In der Liste der Kulturdenkmale in Neue Neustadt ist die Fabrikanlage unter der Erfassungsnummer 09470949 als Baudenkmal verzeichnet.
Der Gebäudekomplex gilt als letztes Zeugnis der Magdeburger Textilindustrie als bedeutend für die frühe Magdeburger Industriegeschichte.